# Pale Saints
Pale Saints was een Britse alternatieve-rock- en shoegaze-band, opgericht in 1987 in Leeds door zanger-bassist Ian Masters, gitarist Graeme Naysmith en drummer Chris Cooper.

## Bezetting
Originele bezetting
- Ian Masters (1987-1993, zang, basgitaar)
- Graeme Naysmith (1987-1996, gitaar)
- Chris Cooper (1987-1996, drums)

Latere bezetting
- Meriel Barham (1990-1996, zang, gitaar)
- Colleen Browne (1993-1996, basgitaar)
- Ashley Horner (1990-1991, 2e gitaar)

## Geschiedenis
De band begon als indiepopband, beïnvloed door het vroege geluid van Primal Scream. Tegen de tijd dat ze hun eerste ep Barging Into the Presence of God opnamen, uitgebracht in 1989, koos de band een richting die een mix van de koorboy-achtige zang van Ian Masters vertoonde, samen met donkere atmosferische en luidruchtige indiepopmuziek. Ashley Horner van Edsel Auctioneer sloot zich in hetzelfde jaar kort aan bij de band op gitaar. De band werd gecontracteerd door 4AD Records na hun eerste show in Londen, door de chef van het label, Ivo Watts-Russell. Het eerste album The Comforts of Madness werd uitgebracht in 1990 en bereikte de top 40 van de Britse Albums Chart. De nummers van het album zijn geproduceerd door John Fryer en Gil Norton. Het album bevat een cover van Fell From the Sun van Opal.
Eind 1990 trad Meriel Barham, de oorspronkelijke zangeres van Lush, toe tot de band als tweede gitariste en zanger. Barham droeg achtergrondzang en gitaren bij aan de ep Half-Life en trad daarna permanent toe voor de Nancy Sinatra cover Kinky Love, die de band een kleine hit opleverde als onderdeel van de ep Flesh Balloon. In 1992 nam de band hun tweede volledige album In Ribbons op, dat werd geproduceerd door Hugh Jones. Ian Masters verliet de band in 1993. Voormalig The Heart Throbs-bassiste Colleen Browne sloot zich daarna aan.
Vasthoudend aan producent Hugh Jones bracht de band medio 1994 de ep Fine Friend uit, gevolgd door hun derde album Slow Buildings. De band toerde in de late herfst van 1994 door Europa en de Verenigde Staten. Hun laatste studio-opname was een versie van Jersey Girl voor het tribute-album Step Right Up van Tom Waits. Meriel Barham vertrok in september 1995 en de band werd uiteindelijk in 1996 ontbonden.
Dertig jaar na hun debuutplaat The Comforts of Madness, besloot platenlabel 4ADl om een geremasterde heruitgave uit te brengen. Voor velen is en blijft hun debuut een 'meesterwerk' in het alternatieve genre van de dreampop, dat af en toe de grenzen van de shoegaze ook aftast. Samen met die publicatie lanceerde 4AD tevens een nieuwe videoclip van het nummer Sight Of You.

## Post-band projecten
Masters bleef muziek maken, vaak van experimentele aard. Zijn eerste project na Pale Saints was Spoonfed Hybrid met voormalig A.C. Temple-lid Chris Trout. Ze brachten hun titelloze debuutalbum uit in 1993 en hun tweede album Hibernation Shock werd uitgebracht in 1996. In 1994 bracht Masters onder de naam Pail Saint, het album Noise Bucket uit bij Time Stereo, het label van His Name Is Alive auteur Warren Defever. Masters en Defever werkten toen samen en begonnen muziek uit te brengen als ESP Summer. In het najaar van 1998 bracht Masters de 7-inch ep Miniature Album uit onder de naam Friendly Science Orchestra, dat een NME 'Single of the Week' werd. Vanaf 2005 woonde Masters in Japan. Zijn projecten, waaronder Wingdisk met Mark Tranmer van Gnac en The Montgolfier Brothers, zijn te zien op zijn website The Institute of Spoons.
Naysmith en Cooper formeerden Lorimer en bleven later samenwerken in de band The Terminals in Leeds. De band bracht in december 2006 de single Dictator uit bij Double Dragon Records. De band veranderde de naam opnieuw in Cyanide Pills en had in 2011 5 singles en 1 album uitgebracht bij Damaged Goods Records. Naysmith en Cooper werkten ook aan een nieuw project van atmosferische instrumentale muziek onder de naam The Program. Barham is doorgegaan met het opnemen van melodische elektronica onder de naam Kuchen. Ze bracht twee albums uit op het Karaoke Kalk-label: Kids with Sticks in 2001 en de samenwerking Kuchen Meets Mapstation in 2003 met Stefan Schneider van To Rococo Rot (die ook opneemt als Mapstation).
Horner is een filmproducent uit Newcastle upon Tyne. Browne speelde verder met Warm Jets, Rialto en White Hotel, voordat ze in 2001 kort naar Canada terugkeerde en in 2002 naar San Francisco verhuisde. Daar speelde ze met de plaatselijke rocknoir-chanteuse Rykarda Parasol, die verscheen op haar ep Here She Comes en haar album Our Hearts First Meet.

## Discografie

### Studioalbums
- 1990: The Comforts of Madness (uitgebracht door label 4AD in februari 1990)
- 1992: In Ribbons (uitgebracht door label 4AD in maart 1992)
- 1994: Slow Buildings (uitgebracht door label 4AD in augustus 1994)
- 2019: The Comforts of Madness - 30th Anniversary Remaster (uitgebracht door label 4AD in januari 2020)

### Compilatiealbums
- 1990: Mrs. Dolphin (Japanse uitgave met de ep's Barging Into the Presence of God en de Half-Life met de nummers Colors and Shapes en A Deeper Sleep for Steven)

### Singles/ep's/demo's
- 1988: Children Break"
- 1989: Barging Into the Presence of God (ep)
- 1990: Half-Life (12"-ep bevat de gesproken woord bonustrack Colour of the Sky)
- 1991: Kinky Love
- 1991: Flesh Balloon (ep)
- 1991: Porpoise
- 1992: Throwing Back the Apple
- 1994: Fine Friend (ep en promo)
- 1995: Angel (Will You Be My) (promo)

### Compilatiealbums met verschillende artiesten
- 1988: What Feet - Wasting My Time
- 1988: Diamonds and Porcupines - She Rides the Waves (demo versie)
- 1990: Gigantic! 2 - A Deeper Sleep for Steven
- 1990: Indie Top 20 Vol. VIII - Sight of You
- 1990: Music for the 90's: Vol 2 - Time Thief (edit)
- 1990: Peel Session - Time Thief
- 1991: Indie Top 20 Vol XI - Half-Life, Remembered
- 1991: Knowing Where it All Leeds - Two Sick Sisters
- 1992: ...and dog bones, too - Neverending Night
- 1992: Lilliput - Throwing Back The Apple, Featherframe, A Thousand Stars Burst Open (Tintwhistle Brass Band versie)
- 1992: Precious - Kinky Love
- 1993: 4AD Presents The 13 Year Itch - One Blue Hill (demo)
- 1994: All Virgos Are Mad - Fine Friend
- 1995: No Balls - One Blue Hill
- 1995: Step Right Up: The Songs of Tom Waits - Jersey Girl
- 1997: Joyride - A Thousand Stars Burst Open
- 1997: Dr. Martens Shoe Pie - A Thousand Stars Burst Open
- 2005: 1980 Forward - Sight of You